# 纳辛根
纳辛根是德国莱茵兰-普法尔茨州的一个市镇。总面积2.38平方公里，总人口47人，其中男性27人，女性20人（2011年12月31日），人口密度20人/平方公里。